# Mazogs
Mazogs (с англ. — «Мэйзоги») — компьютерная игра в жанре лабиринт, разработанная Доном Пристли для компьютеров Sinclair ZX81. Игра была издана в Великобритании компанией Bug-Byte в июне 1982 года. В 1983 году игра была портирована и выпущена на Timex Sinclair 1000 на рынке США.
Целью игрока в Mazogs является поиск в лабиринте спрятанного сокровища, которое охраняется монстрами (мэйзогами). Искателю приключений нужно, ориентируясь в пространстве и сражаясь с монстрами, найти клад и вынести его к выходу из лабиринта.
Игровая пресса положительно встретила игру, отметив как качественную графику и анимацию, так и игровой процесс. В ретроспективе Mazogs считается одной из лучших игр для Sinclair ZX81. На базе Mazogs в 1983 году была разработана и выпущена игра Maziacs.

## Игровой процесс

Игровой процесс Mazogs: главный герой с мечом в руках находится в центре, и слева от него следы от его предыдущих шагов в лабиринте; тёмные области непроходимы, надпись «this way» показывает путь, указываемый узником; справа изображён мэйзог, а слева-вниз от искателя клада узник, замурованный в стену

В начале игры перед игроком стоит игровой мир в виде массивного процедурно генерирированного лабиринта, внутри которого спрятано сокровище. Лабиринт состоит из прямоугольной сетки клеток, каждая из которых либо проходима, либо является стеной. Спрятанный клад находится на расстоянии от 120 до 400 клеток. Размер лабиринта 59×45 клеток, и при этом игрок в активной фазе видит только 5×4 из них. Игра использует блочную псевдографику, и при этом главный герой всегда нарисован в центре экрана, а во время перемещения мир двигается относительно его дискретно в одну клетку.
Клад охраняют монстры — страшные мэйзоги (англ. mazogs) — которые случайно перемещаются в лабиринте. Если управляемый игроком персонаж оказывается с монстром на одной клетке, то происходит сражение, в результате которого либо главный герой убивает мэйзога, либо погибает. В руках у искателя приключений может быть меч (и не больше одного), и если перед началом поединка он есть, то исход боя всегда одинаков — победа игрока. Если же меча нет, то с вероятностью 50% главный герой умирает и игра заканчивается. После победы над мэйзогом персонаж теряет меч, так как у этих монстров весьма агрессивная кровь.
В начале игры в лабиринте присутствует 40 мечей и 30 монстров. При этом данное соотношение таково, что мечей не хватает, так как они появляются в случайных местах, в том числе часть из них становится доступной только при посещении тупиковых ответвлений игрового мира. В стенах лабиринта кроме мечей можно найти узников, которые помогают игроку найти путь к сокровищу: если игрок спрашивает узника, то на некоторое время становится видным путь к кладу. Найденное золото главный герой может взять в руки, но при этом он не может одновременно нести и клад, и меч. При необходимости сокровище можно выложить и взять в руки меч, и таким образом сражаться на обратном пути. Для достижения конечной цели нужно вынести клад из лабиринта.
Изначально игровой персонаж имеет некоторый запас энергии, который расходуется с течением времени. Если запас обнуляется, то главный герой погибает. Пополнение энергии происходит на некоторое значение при убийстве мэйзогов. Расход происходит с каждым перемещением главного героя или в режиме просмотра. Данный режим показывает бо́льшую часть лабиринта (16×16) нежели в обычном и позволяет игроку лучше ориентироваться, но во время просмотра главный герой неподвижен в отличие от мэйзогов, которые могут напасть.

## Разработка и выпуск
Дон Пристли начал свою карьеру фрилансера совместно с Bug-Byte разработкой двух игр — Mazogs и Dictator. Из них Mazogs была второй, и мотивацию её создания разработчик описывает следующим образом:
Я пытался уйти от всех этих игр, которые вращались вокруг знака доллара, за которым гонялся знак звёздочки. Mazogs использовала большие и динамичные спрайты в сложном лабиринте, собранные из кубической графики Sinclair. Эта была моя первая игра, которая удостоилась полностраничной рекламы. Марка Bug Byte благодаря ей стала сверхпопулярной…

Оригинальный текст (англ.)‘I was trying to get away from all those games which revolved around a dollar sign being chased by an asterisk. Mazogs featured large mobile sprites in a solid maze, all constructed using Sinclair’s sugar cube graphics. It was my first game which got itself a full page ad. Bug Byte went over the top on that one…’ 
Mazogs была выпущена в начале июня 1982 года издателем Bug-Byte для компьютеров Sinclair ZX81. В 1983 году игра была портирована и выпущена на Timex Sinclair 1000 на рынке США. Успех игры побудил Дона Пристли к её совершенствованию, и после переработки графики и игрового процесса была создана игра Maziacs, выпущенная на ZX Spectrum и MSX в 1983 году компанией dK'Tronics.

## Оценки и мнения
| Иноязычные издания                    | Иноязычные издания |
| Издание                               | Оценка             |
| ------------------------------------- | ------------------ |
| Electronic Fun with Computers & Games | [ 2 ]              |

В статье журнала Sinclair User Mazogs была встречена следующим образом:
Mazogs это новая брендовая игра для 16K ZX81, которая непохожа на все другие игры Sinclair ZX81. Это несомненно самая лучшая игра для этого компьютера, и если вы не верите нам, то спросите у кого-нибудь кто её видел, или посетите ваш местный компьютерный магазин и попросите её продемонстрировать.
Оригинальный текст (англ.)Mazogs is a brand new game for the 16K ZX81, unlike any other game you've seen on the ZX81. This is without doubt the best game available for this computer, and if you don't believe us, ask somebody who has seen it, or go down to your local computer shop and ask for a demonstration.
Авторы статьи Sinclair User отметили в Mazogs быструю анимацию и хорошую графику, а также указали на то, что значительная часть программы написана в машинном коде, что позволило получить такое качество. Дополнительно было отмечено, что с игрой поставляется инструкция с всеобъемлющим описанием, а качество загрузки и компакт-кассеты гарантируется.
В публикации Popular Computing Weekly игре поставили оценку «великолепно» (англ. Great). Критик сообщил, что у Mazogs «супер игровой концепт», к которому можно возвращаться игроку снова и снова на протяжении недель. Автор статьи обратил внимание на масштабность лабиринта, и три варианта его представления, которые предлагаются игроку. В то же время журналист посчитал хорошими качествами игры её графику и увлекательность.
Обозреватель Electronic Fun with Computers & Games обратил внимание на то, что каждый раз лабиринт в игре разный. Критик описал Mazogs как «Попробуй Это» (англ. Try It Out), а также крайне рекомендовал игру всем, «у кого нет высокого давления».
В 2016 году в статье журнала Retro Gamer про игру было сказано, что «даже сейчас она выглядит выпечатляюще»: с одной стороны, она достаточно проста и казуальна с виду, но с другой, вся её графика выполнена текстовыми символами, и при этом смотрится как спрайты. Далее следовало описание:
Дон сумел заставить вас забыть о том, что вы уставились в горстку символов ASCII, и вместо этого убедил вас в том, что вы принимаете участие в смертельном и захватывающем приключении с опасностью, которая прячется вокруг в каждом уголке.
Оригинальный текст (исп.)Don was able to make you forget that you were staring at a bunch of ASCII characters and instead convince you that you were taking part in a deadly quest where danger and excitement lurked around every corner.

Обозреватель дополнительно отметил, что игра «технически является шедевром», который до сих пор «сохраняет свой блеск».

## Влияние

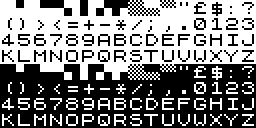
Набор символов ZX81

Mazogs считается одной из лучших на платформе Sinclair ZX81. Так, в публикации Retro Gamer игра вошла в десятку лучших игр и в тройку самых узнаваемых игр платформы.
Существует ремейк Mazogs, который был выпущен в 2004 году для компьютеров ZX Spectrum 128K.
В ретроспективе критики выделяют в игре массивный лабиринт и использование текстовой графики Sinclair ZX81 (см. символы графики на рисунке). Во время выхода Mazogs на рынке было множество лабиринтовых игр, где «символ гонялся за другим символом», и применённый разработчиком подход был отмечен пользователями, а само появление Mazogs оценено как «откровение». Вместе с тем игра стала успешной не только благодаря графике, но и таким же качественным игровым процессом.